# サテライト双葉
サテライト双葉（サテライトふたば）は、山梨県甲斐市にある競輪場外車券売場である。
本項目では併設されているボートレースの場外発売場ミニボートピア双葉（ミニボートピアふたば）と、オートレース場外車券売場のオートレース双葉（オートレースふたば）、地方競馬場外馬券売場のジョイホース双葉（ジョイホースふたば）についても記述する。

## 概要
同じ山梨県内のJRAウインズ石和に次ぐ2ヶ所目の公営競技場外発売施設として、2003年12月7日に「サテライト双葉」は開設された。その後2008年3月27日には構内の2階に「ミニボートピア双葉」を開設して複合型場外となり、2012年12月27日には構内の1階に「オートレース双葉」も開設された。そして2013年4月15日に構内の一部に「ジョイホース双葉」が開設されたことで、公営4競技を同一構内で取り扱う日本初の施設となり、複合型場外発売施設「双葉」と総称するようになった。

## サテライト双葉
サテライト双葉は、競輪の場外車券発売場であり、全国のグレード競走、ナイター競走など、1日最大4場の勝者投票券を発売している。

## ミニボートピア双葉
ミニボートピア双葉はサテライト双葉の2階奥にあった窓口部分を改修して開設され、12台のプラズマビジョンが設置されており、開催されている各ボートレース場の状況を把握することができる。
管理施行者は戸田ボートレース企業団および埼玉県都市ボートレース企業団であり、主にボートレース戸田で開催されているレースのほか、SG・全国のGIおよびナイターレースなど1日最大10場120レースの勝舟投票券を発売している。

## オートレース双葉
オートレース双葉は、サテライト双葉1階の一部を改修して開設された。主に川口オートレース場の発売を中心とするが、全国のグレード競走などの勝車投票券も発売する。なお発売は1日1場となる。

## ジョイホース双葉
ジョイホース双葉は、主に川崎競馬場を中心とした南関東公営競馬の4競馬場の競走と、ダートグレード競走などの全地方競馬場の一部競走を発売する。

## 施設概要
2階建て吹き抜けとなっており、1階にある315インチのマルチビジョンで開催されている各競輪場の状況を把握することができる。またこれとは別室でロイヤルルームが設置されており、100インチプロジェクターと専用の発売・払戻窓口がある。このほか1階に食堂、2階に喫煙コーナーが設置されている。
詳細
- 収容人数 1400人
- 駐車場 803台
- 駐輪場 20台

サテライト双葉
- 座席数
  - ロイヤルルーム （4,000円）47席
  - 有料席（1,000円）64席
  - 無料席770席
  - 立席740席
  - 車椅子スペース
- 窓口数
  - 1階 - 有人発払窓口5窓・有人発売窓口19窓・自動発払機10台・自動発券機10台
  - 2階 - 有人発払窓口1窓・有人発売窓口15窓・自動発払機9台
  - ロイヤルルーム - 有人発払窓口1窓・自動発払機2台

ミニボートピア双葉
- 座席数
  - ロイヤルルーム8席
  - 無料席48席
- 窓口数
  - 有人発売窓口 - 5窓
  - 自動発払機 - 10台（うちロイヤルルーム専用として1台）

オートレース双葉
- 座席数
  - 無料席48席
- 窓口数
  - 有人発売窓口 - 2窓
  - 自動発払機 - 2台

ジョイホース双葉
- 座席数
  - 無料席770席（サテライト双葉と共用）
- 窓口数
  - 有人発売窓口 - 1窓
  - 自動発払機 - 4台
  - 自動払戻機 - 2台

### GambooBETターミナル
2013年1月23日より日本トーターが運営する「Gamboo」により『ギャンブーベットターミナル』が設置され、競輪の重勝式投票であるKドリームスおよびDokanto!の現金投票が可能となる。

## アクセス
- 中央自動車道双葉スマートICより車5分（ETC搭載車のみ利用可）。
- 中央自動車道甲府昭和ICより車10分。
- 中央自動車道韮崎ICより車15分。
- 中央本線（JR東日本）塩崎駅下車。国道20号を甲府方面に徒歩20分程度。
- 甲府駅バスターミナルより無料送迎バスあり。